# Municipio de Tepeojuma
El municipio de Tepeojuma (del nahuatl: tepetl; xoxouhqui; maitl ‘cerro; azul, verde oscuro; junto, a la mano’‘Junto al cerro azul’) es uno de los 217 municipios que conforman al estado mexicano de Puebla. Su cabecera es la ciudad de Tepeojuma.

## Geografía
El municipio se encuentra localizado en el sector suroeste del estado, formando parte del Valle de Matamoros. Tiene una extensión territorial de 132.674 kilómetros cuadrados que equivalen al 0.39 % de la extensión total del estado. Sus coordenadas geográficas extremas son 18°39′ - 18°48′ de latitud norte y 98°22′ - 98°30′ de longitud oeste; su altitud va de 1300 a 1900 metros sobre el nivel del mar.
Colinda al noroeste con el municipio de Huaquechula, al este con el municipio de San Diego la Mesa Tochimiltzingo y con el municipio de Xochiltepec, al sur con el municipio de Epatlán, el municipio de Izúcar de Matamoros y el municipio de Tilapa, y finalmente al suroeste con el municipio de Tlapanalá.

## Demografía
De acuerdo a los resultados del Censo de Población y Vivienda de 2010 realizado por el Instituto Nacional de Estadística y Geografía, la población total del municipio de Tepeojuma es de 8 056 personas; de las que 3 655 son hombres y 4 401 son mujeres.
La densidad de población es de 60.72 habitantes por kilómetro cuadrado.

### Localidades
El municipio incluye en su territorio un total de 19 localidades. Las principales, considerando su población del censo de 2010 son:
| Localidad                  | Población |
| -------------------------- | --------- |
| Tepeojuma                  | 4 788     |
| San Pedro Teyuca           | 916       |
| Santa María Xoyatla        | 839       |
| La Magdalena               | 346       |
| San Agustín de las Petacas | 251       |
| Total municipio            | 8 056     |

## Política
El gobierno del municipio de Tepeojuma le corresponde, como en todos los municipios de México, corresponde a su ayuntamiento. El ayuntamiento se integra por el presidente municipal, un síndico y el cabildo conformado por seis regidores. Todos son electos por voto popular, universal, directo y secreto para un periodo de cuatro años que pueden ser renovables por un periodo inmediato adicional.

### Representación legislativa
Para la elección de diputados locales al Congreso de Puebla y de diputados federales a la Cámara de Diputados federal, el municipio de Tepeojuma se encuentra integrado en los siguientes distritos electorales:
Local:
- Distrito electoral local de 22 de Puebla con cabecera en Izúcar de Matamoros.[5]

Federal:
- Distrito electoral federal 13 de Puebla con cabecera en la ciudad de Atlixco.[6]